# Zeugophora gedyei
Zeugophora gedyei is een keversoort uit de familie halstandhaantjes (Megalopodidae). De wetenschappelijke naam van de soort werd in 1958 gepubliceerd door Jan Bechyné.